# ایلمار مندمتس
ایلمار مَندمتس (استونیایی: Ilmar Mändmets; ۳۰ آوریل ۱۹۴۴ – ۶ دسامبر ۲۰۱۵) سیاستمدار و نماینده سابق مجلس اهل استونی بود. وی از سال ۱۹۹۵ تا ۱۹۹۷ وزیر کشاورزی استونی بوده‌است.